# Cantó de Barbasan
El cantó de Barbasan és un cantó francès del departament de l'Alta Garona, a la regió d'Occitània. Està inclòs al districte de Sent Gaudenç, està format per 24 municipis i el cap cantonal és Barbasan.

## Municipis
- Barbasan
- Gordan e Polinhan
- Poentís de Ribèra
- Sauvatèrra de Comenge
- Uòs
- Ardièja
- Martras de Ribèra
- Era Broquèra
- Cièr d'Arribèra
- Sant Bertran de Comenge
- Selhan
- Vathcrabèra
- Sent Pèr d'Ardet
- Malavedia
- Òra
- Lorda
- Antishan de Frontinhan
- Paishons
- Galièr
- Bagiri
- Genòs
- Frontinhan de Comenges
- Luscan
- Mont de Galièr